# Selaginellaceae

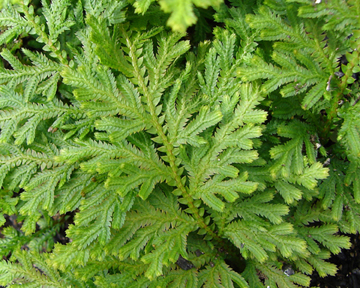
Exemplar de [https://en.wikipedia.org/wiki/Selaginella_moellendorffii Selaginella moellendorffii

A família Selaginellaceae é composta por apenas um gênero: Selaginella, o qual tem 741 espécies. Essa família pertence ao clado Lycophyta, e trata-se da maior família do clado, em número de espécies. O gênero Selaginella apresenta grande distribuição geográfica, estando presente em todos os estados e domínios brasileiros, com destaque para a Amazônia e a Mata Atlântica.
Caracteriza-se por apresentar microfilos dispostos em dois planos distintos, anisófilos, raramente isófilos e esporângios de dois tipos nas axilas dos esporófilos, estes reunidos em estróbilos na extremidade dos ramos. Apresentam um apêndice, localizado na superfície adaxial da base do microfilo, chamado lígula.
Os membros da família são plantas terrícolas, rupícolas ou raramente epífitas. Eles possuem caules ramificados de forma dicotômica com vários padrões de ramificação que é utilizado para a diagnose do grupo. A grande maioria das espécies também apresentam rizóforos.
O gênero Selaginella apresenta plantas ornamentais, como:
- S. kraussiana - Musgo dourado
- S. martensii - Samambaia gelada
- S. moellendorffii - Espigão gemífero
- S. erythropus - Selaginella vermelha ou Musgo vermelho-rubi
- S. uncinata - Musgo pavão
- S. lepidophylla - Planta da ressurreição
- S. braunii - Samambaia arborvitae

## Morfologia

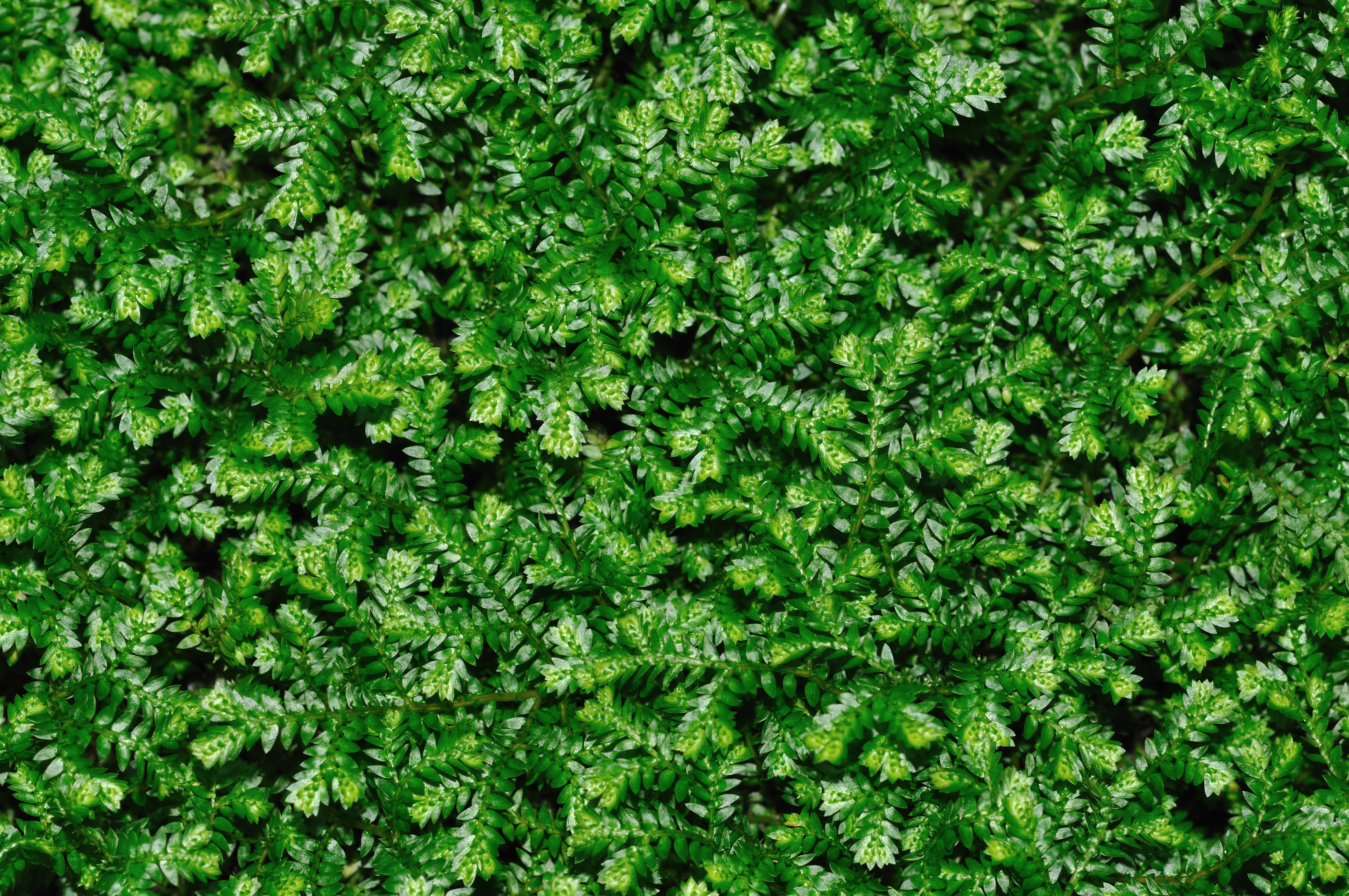
Selaginella kraussiana

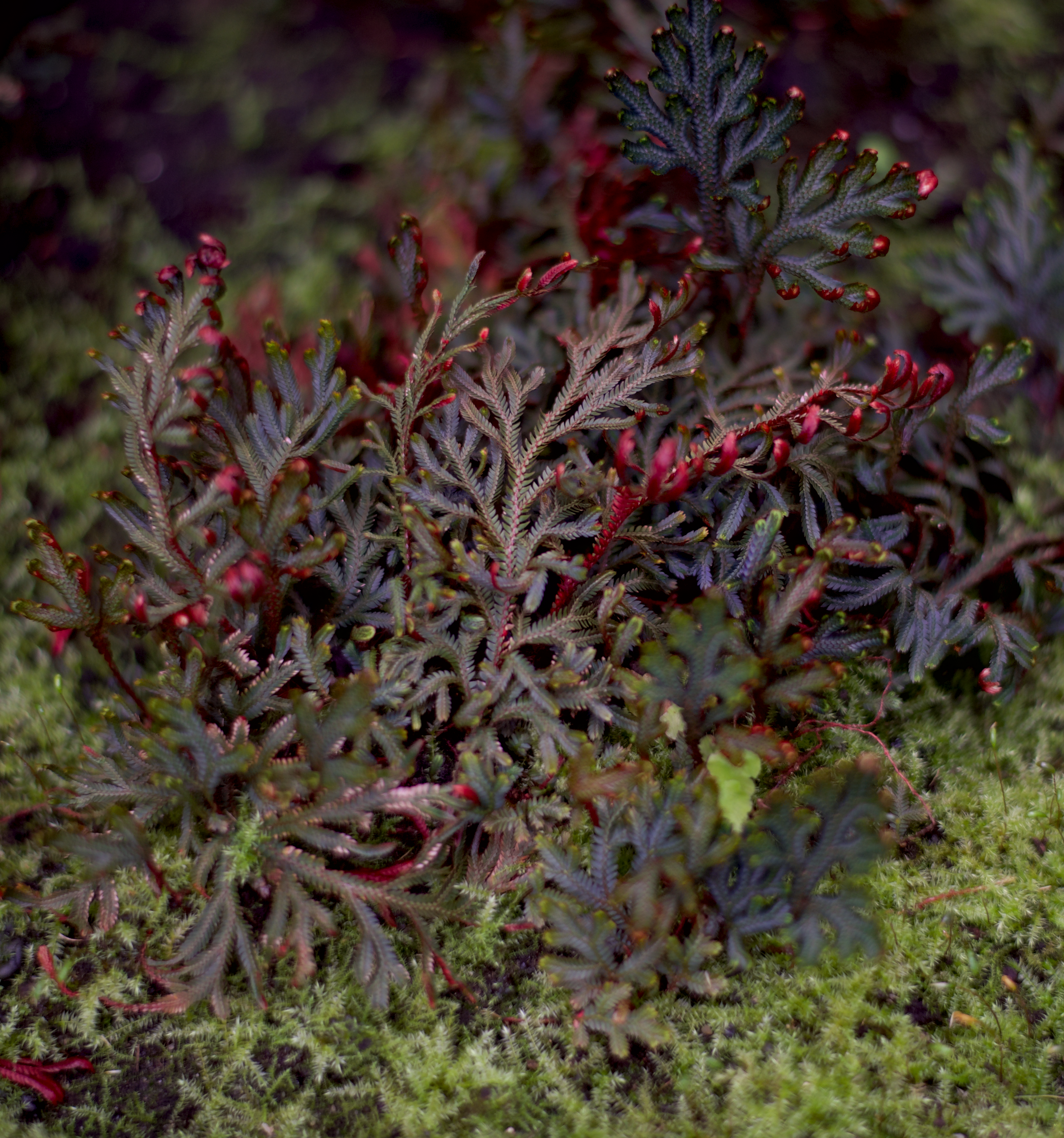
Selaginella erythropus

Os membros da família são plantas terrícolas, rupícolas ou raramente epífitas. Possuem caules basicamente ramificados de forma dicotômica, com vários padrões de ramificação, muitas vezes diagnósticos para o grupo. Os caules são aéreos, e podem ser prostrado, reptante (como em Selaginella kraussiana), ascendente (Selaginella trachyphylla) ou completamente ereto (como em Selaginella erythropus), por vezes em roseta, comumente surgindo de uma base estolonífera, raramente escandente.
As raízes (rizóforos) surgem nas axilas de uma dicotomia do caule, ou próximo à elas, e, ocasionalmente surgem adventiciamente na superfície do caule. Também são dicotomicamente ramificados, e, em muitas espécies, são robustos e sustentam os caules aéreos.
As folhas de Selaginella são tradicionalmente reconhecidas como microfilas (como em outros Lycopsida) e a maioria das espécies tem folhas com uma única nervura não ramificada. Os microfilos podem ser isófilos (menos comum), organizados em espiral com diversas fileiras e fortemente imbricados, ou anisófilos (mais comum), dispostos em dois planos, isto é, quatro fileiras: duas laterais e duas dorsais. Nas ramificações, também apresentam microfilos axilares. Sua forma varia de orbicular a linear, e todos possuem uma pequena lígula. Podem ter bordas inteiras ou ciliadas e, quanto à superfície, são geralmente glabros, mas raramente híspidos na parte superior.
Em Selaginellaceae, cada micrófilo e esporófilo tem uma pequena protuberância semelhante a uma escama chamada lígula na base da superfície superior. As plantas são heterosporadas com esporos de duas classes de tamanho diferentes, conhecidos como megásporos e micrósporos.
Duas sinapomorfias morfológicas documentadas para Selaginellaceae são que a estela é encontrada em uma cavidade cheia de ar conectada ao tecido circundante pelas chamadas trabéculas, e que os megasporângios contêm apenas quatro megásporos.
Incomum para os licópodes, que quase sempre têm microfilos com uma única veia não ramificada, os microfilos de algumas espécies de Selaginellaceae contêm um traço vascular ramificado.

## Diversidade taxonômica

Selaginella lepidophylla após 3 horas de adição de água

Como a família apresenta ampla distribuição, é observado variações em sua morfologia e em seus processos no ambiente. Algumas espécies de Selaginella, como a Selaginella lepidophylla, apresentam um fenômeno denominado revivescência. Esse fenômeno ocorre quando essas espécies, que são poiquilo-hídricas, estão sob condições de seca, e “se enrolam” para conseguirem sobreviver à desidratação. Em condições úmidas, podem se reidratar e retomar o seu crescimento.

### Filogenia

#### Grupo de Filogenia de Pteridófitas 1 (PPG1)
O Grupo de Filogenia de Pteridófitas (PPG) foi criado para desenvolver uma classificação moderna e abrangente para licófitas e samambaias, seguindo os princípios do estudo de Smith et al (2006). A primeira filogenia desenvolvida pelo grupo foi em 2016, sendo denominada de PPG 1.
As plantas vasculares com esporos livres apresentam duas linhagens evolutivas: Lycopodiopsida (licófitas) e Polypodiopsida (samambaias). Em Lycopodiopsida, há três ordens: Lycopodiales, Isoetales e Selaginellales. A ordem Lycopodiales apresenta uma família composta por 16 gêneros, enquanto Isoetales e Selaginellales apresentam uma família composta por apenas um único gênero.
Em Polypodiopsida (samambaias) há quatro subclasses: Equisetidae, Ophioglossidae, Marattiidae e Polypodiidae. Das quatro subclasses, Polypodiidae comporta a maior parte da diversidade existente de samambaias.
De acordo com o trabalho PPG1, a ordem Selaginellales apresenta uma única família, Selaginellaceae, a qual apresenta um único gênero com mais de 700 espécies. O gênero Selaginella é monofilético e pode apresentar subgêneros de acordo com alguns autores.

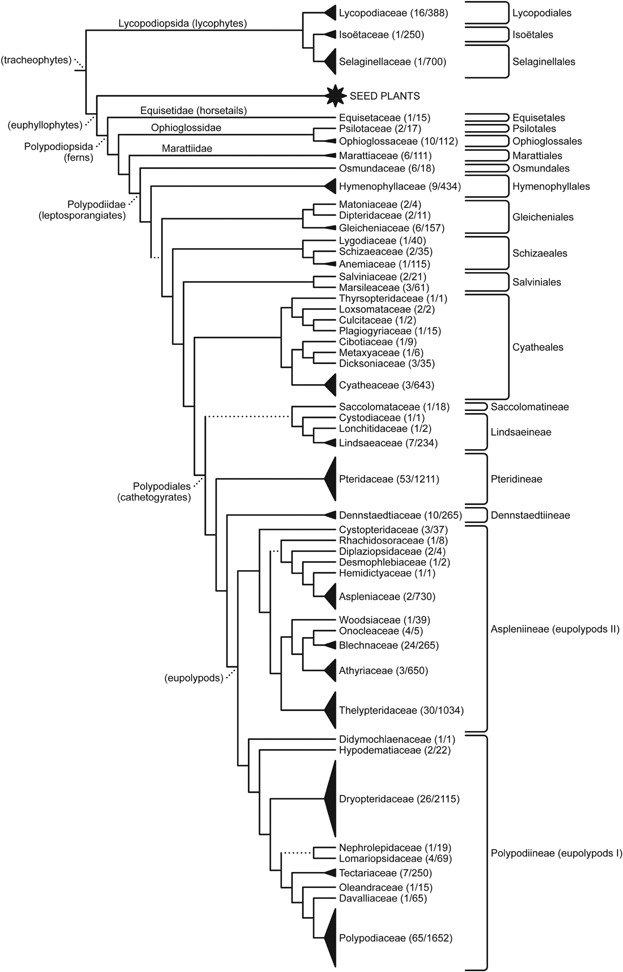
Filogenia de Pteridófitas feita pelo PPG 1 (2016)

#### Filogenia de Selaginellaceae
As primeiras análises filogenéticas das licófitas Selaginellaceae foram feitas por Korall et al em 1999. A partir dessas análises, foi possível verificar que a família Selaginellaceae surgiu, provavelmente, entre o Devoniano Superior e o Carbonífero Inferior.  Atualmente, Selaginellaceae apresenta 741 espécies viventes aceitas. 
Selaginellaceae tem como grupo-irmão Isoetaceae, pois compartilham a condição heterosporosa, que é quando há a produção de dois tipos de esporos, megásporo e micrósporo, em esporângios separados. Entretanto, a classificação de Selaginellaceae tem sido bem debatida nos últimos 200 anos, principalmente pelo seu único gênero, Selaginella, possuir muitas espécies as quais apresentam diversas variações morfológicas e isso resulta em formações de subgêneros. As classificações até 1986 eram baseadas principalmente na morfologia dos espécimes da família.
As primeiras análises filogenéticas baseadas em sequências de DNA resgatam o gênero Selaginella como monofilético, algo que já era recuperado em filogenias baseadas em morfologia.

##### Filogenia de Zhou e Zhang (2015 e 2023)
Zhou e Zhang, em 2015, dividiram Selaginella em seis subgêneros bem suportados na filogenia com base em dados moleculares e evidências não moleculares: Stachygynandrum, Heterostachys, Pulviniella, Ericetorum, Boreoselaginella e Selaginella. Os resultados do trabalho deles combinaram diversos fatores, como a macromorfologia, características de esporos, distribuição e número de cromossomos. Segundo os autores, eles reconheceram apenas um gênero Selaginella por questões de estabilidade nomenclatural. O subgênero Selaginella tem como espécie-tipo Lycopodium selaginoides L., o qual teve seu nome alterado para Selaginella selaginoides (L.) P. Beauv. 

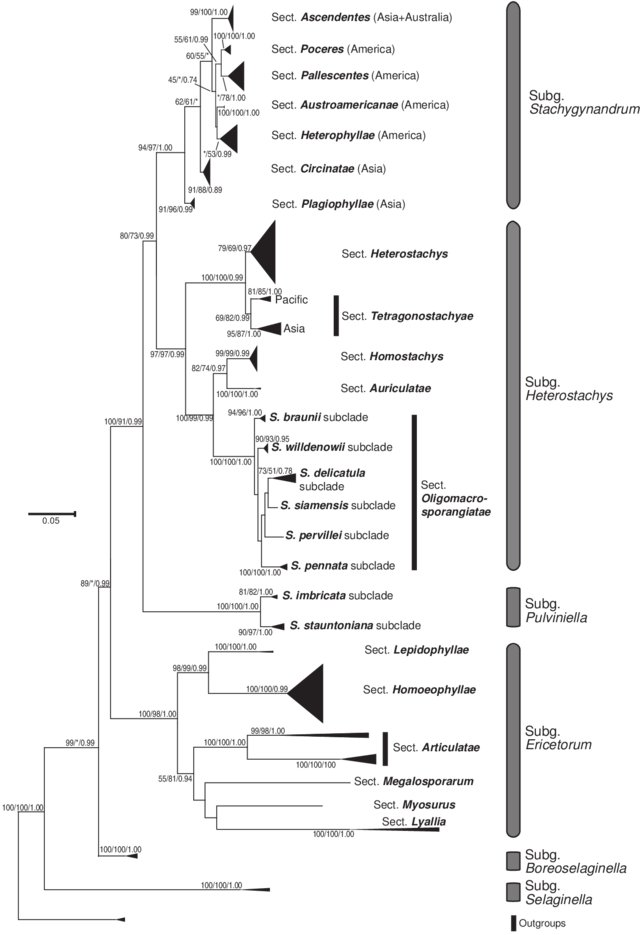
Filogenia de máxima verossimilhança simplificada de Selaginella com base em plastídio rbcL e sequências nucleares ITS

Em 2023, Zhou & Zhang realizaram uma filogenia com seis marcadores genéticos (um gene de cloroplasto e cinco genes nucleares) para cerca de 300 espécies de Selaginellaceae, e reconheceram 7 subfamílias e 19 gêneros para a família Selaginellaceae. Entretanto, a discussão referente a proposta de divisão do gênero e a manutenção da espécie-tipo (Selaginella selaginoides) ainda é muito recente e não é consenso entre os cientistas.  

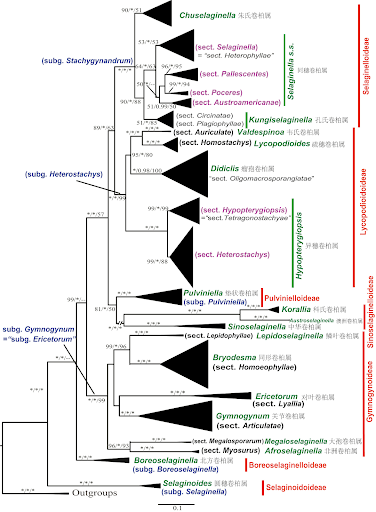
Filogenia de máxima verossimilhança simplificada de Selaginellaceae. Os nomes vermelho e verde indicam as 7 subfamílias e 19 gêneros, respectivamente, reconhecidos na classificação atual (Zhou & Zhan, 2023)

## Lista de espécies brasileiras
No Brasil, atualmente, ocorrem 97 espécies de Selaginellaceae, sendo 37 endêmicas. Importante ressaltar que o gênero necessita de uma revisão, que pode acarretar em uma subdivisão das espécies em vários gêneros 
- Selaginella agioneuma Valdespino & C. López
- Selaginella alstonii G.Heringer, Salino & Valdespino

- Selaginella altheae Valdespino
- Selaginella amazonica Spring

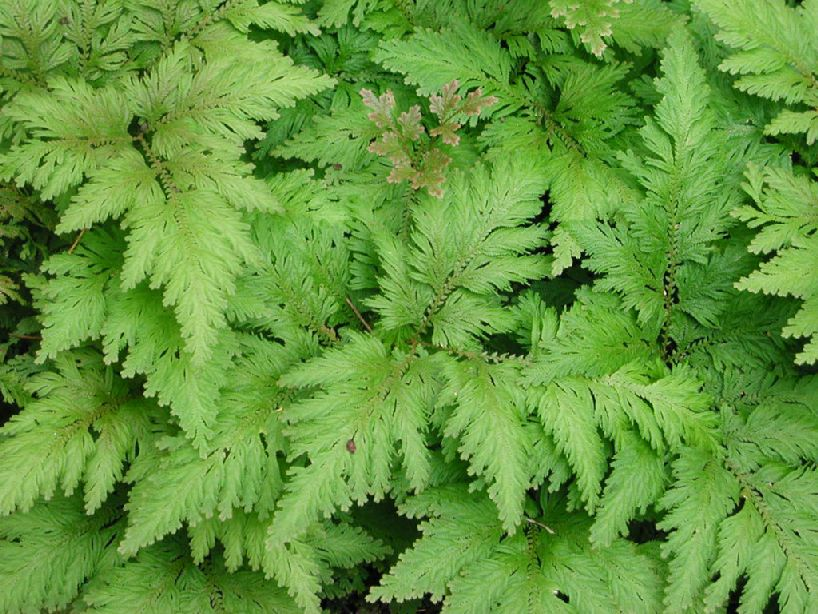
Selaginella anceps

- Selaginella anaclasta Alston ex Crabbe & Jermy
- Selaginella anceps (C.Presl) C.Presl (tem como sin. Lycopodium anceps C.Presl)
- Selaginella applanata A. Braun
- Selaginella asperula Spring
- Selaginella bahiensis Spring
- Selaginella bahiensis Spring subsp. bahiensis
- Selaginella beitelii A.R.Smith
- Selaginella blepharodella Valdespino
- Selaginella boomii Valdespino
- Selaginella brevifolia Baker (tem como sin. Selaginella arenaria Baker)
- Selaginella breynii Spring
- Selaginella cabrerensis Hieron.
- Selaginella calceolata Jermy & Rankin
- Selaginella chromatophylla Silveira
- Selaginella coarctata Spring
- Selaginella conduplicata Spring
- Selaginella contigua Baker
- Selaginella convoluta (Arn.) Spring (tem como sin. Lycopodium convolutum Arn.)
- Selaginella crinita Valdespino
- Selaginella decomposita Spring

- Selaginella deltoides A. Braun
- Selaginella dendricola Jenman
- Selaginella epirrhizos Spring
- Selaginella erectifolia Spring

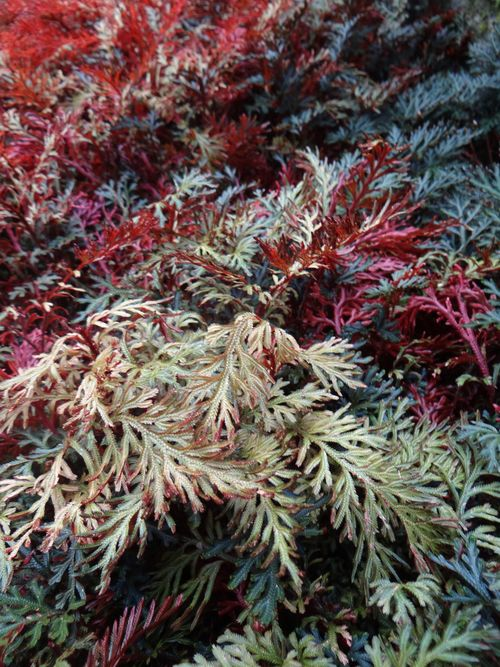
Selaginella erythropus

- Selaginella erythropus (Mart.) Spring (tem como sin. Lycopodium erythropus Mart)
- Selaginella exaltata (Kunze) Spring (tem como sin. Lycopodium exaltatum Kunze)
- Selaginella falcata (P. Beauv.) Spring
- Selaginella flagellata Spring
- Selaginella flexuosa Spring
- Selaginella fragilis A.Braun
- Selaginella germinans Valdespino & C. López
- Selaginella glazioviana Hieron.
- Selaginella gynostachya Valdespino
- Selaginella haematodes (Kunze) Spring (tem como sin. Lycopodium haematodes Kunze)
- Selaginella homaliae A.Braun
- Selaginella jungermannioides (Gaudich.) Spring
- Selaginella trygonoides Valdespino
- Selaginella tuberculata Spruce ex Baker
- Selaginella umbrosa Lem. ex Hieron.
- Selaginella valida Alston

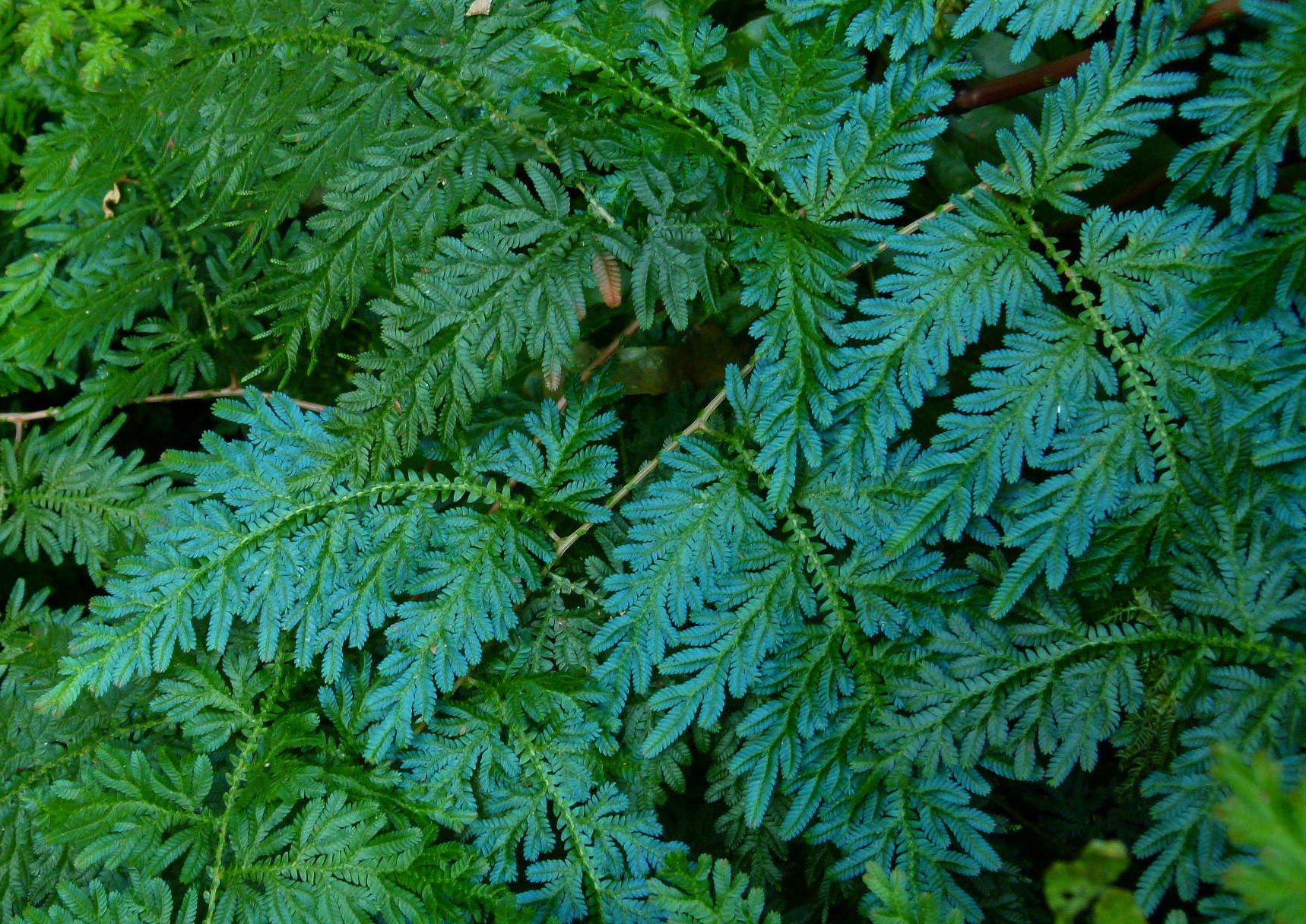
Selaginella willdenowii

- Selaginella ventricosa Valdespino & C. López
- Selaginella vernicosa Baker
- Selaginella vestiens Baker (tem como sin. Selaginella fragillima Silveira)
- Selaginella viticulosa Klotzsch
- Selaginella vogelii Spring
- Selaginella willdenowii (Desv. ex Poir.) Baker (tem como sin. Selaginella laevigata (Wlld.) Spring)
- Selaginella wurdackii Alston
- Selaginella zartmanii Valdespino, C. López & A.M. Sierra

### Espécies endêmicas do Brasil
- Selaginella agioneuma Valdespino & C. López
- Selaginella alstonii G.Heringer, Salino & Valdespino
- Selaginella bahiensis Spring
- Selaginella bahiensis Spring subsp. bahiensis
- Selaginella blepharodella Valdespino
- Selaginella chromatophylla Silveira
- Selaginella contigua Baker
- Selaginella crinita Valdespino
- Selaginella decomposita Spring
- Selaginella deltoides A. Braun
- Selaginella erectifolia Spring
- Selaginella flexuosa Spring
- Selaginella germinans Valdespino & C. López
- Selaginella glazioviana Hieron.
- Selaginella gynostachya Valdespino
- Selaginella jungermannioides (Gaudich.) Spring
- Selaginella kriegeriana L.Góes
- Selaginella macrostachya (Spring) Spring
- Selaginella magnafornensis Valdespino & C. López
- Selaginella mendoncae Hieron.
- Selaginella monticola Valdespino
- Selaginella mucronata G.Heringer, Salino & Valdespino
- Selaginella mucugensis Valdespino
- Selaginella nanuzae Valdespino
- Selaginella neospringiana Valdespino
- Selaginella pellucidopunctata Valdespino
- Selaginella salinoi L.Góes & G.Heringer
- Selaginella saltuicola Valdespino
- Selaginella sematophylla Valdespino, G. Heringer & Salino
- Selaginella stomatoloma Valdespino
- Selaginella surucucusensis L.Góes & E.Assis
- Selaginella tenuissima Fée
- Selaginella terezoana Bautista
- Selaginella trygonoides Valdespino
- Selaginella valida Alston
- Selaginella ventricosa Valdespino & C. López
- Selaginella vestiens Baker
- Selaginella zartmanii Valdespino, C. López & A.M. Sierra

## Domínios e estados de ocorrência no Brasil
Os levantamentos feitos pelo Reflora em 2020 resultaram em 97 espécies de Selaginella no Brasil, sendo 37 endêmicas. Essas espécies são encontradas em todos os estados do Brasil, com destaque para o Amazonas, Rio de Janeiro, Minas Gerais, Pará e São Paulo. Também são encontradas em todos os domínios fitogeográficos, sendo que as áreas de maior ocorrência da família são a Amazônia (53 espécies) e a Mata Atlântica (44 espécies).